# Przedchołowice
Przedchołowice  – przysiółek wsi Reczpol w Polsce, położony w województwie podkarpackim, w powiecie przemyskim, w gminie Krzywcza. Leży nad rzeką San.
Do 1954 był to przysiółek wsi Chołowice, położonej po przeciwnej stronie Sanu w gminie Krasiczyn.
W latach 1975–1998 miejscowość administracyjnie należała do województwa przemyskiego.